# H•A•M
"H•A•M", é o primeiro single oficial do álbum Watch the Throne, que é um álbum de colaboração entre Kanye West e Jay-Z. Ele estreou em #23 no Billboard Hot 100. Ele foi lançado como um download digital no iTunes Store em 11 de janeiro de 2011. O acrônimo H•A•M significa "Difícil como uma cadela".

## Recepção
O rapper e produtor, Swizz Beatz comentou positivamente sobre a canção, dizendo: "Eu acho que aqueles que estão sendo ambos os meus amigos, e sabendo que as pessoas podem juntar-se em nível tão alto calibre - como músicos amigos, como rappers, como, como pares - eu acho que é super positivo, e eu acho que se mais da indústria que se move como este seria um lugar melhor para todos". "H•A•M" recebeu críticas mistas dos críticos. A canção recebeu () da revista Rolling Stone. "Kevin O'Donnell" da "Spin" elogiou a canção, dizendo: "mais recente álbumde Kanye, "My Beautiful Dark Twisted Fantasy", foi o álbum mais épico de 2010 - e do rapper ambições não ter facilitado um pouco até aqui. A trilha para a ópera com mais estranha sonoridade que nunca, com uma janela de abalar cantando feminino trinados sobre uma progressão de piano gospel e bateu a música é difícil de bater."

## Remixes
Busta Rhymes fez um remix da canção. Recebeu freestyles de Lil' Kim, Lupe Fiasco, Chingy, 40 Cal, Papoose, Emilio Rojas, Ace Hood Chingy e 40 Cal.

## Charts
| País           | Parada (2011)               | Melhor posição |
| -------------- | --------------------------- | -------------- |
| Áustria        | Ö3 Austria Top 75           | 56             |
| Canadá         | Canadian Hot 100            | 47             |
| Dinamarca      | Tracklisten                 | 35             |
| Irlanda        | IRMA                        | 40             |
| Países Baixos  | Dutch Top 40                | 53             |
| Escócia        | The Official Charts Company | 32             |
| Reino Unido    | The Official Charts Company | 30             |
| Estados Unidos | Billboard Hot 100           | 23             |
| Estados Unidos | Hot R&B/Hip-Hop Songs       | 37             |
| Estados Unidos | Rap Songs                   | 19             |